# Börstils kyrka
Börstils kyrka är en kyrkobyggnad i Frösåkers församling i Uppsala stift. Kyrkan ligger 6,5 mil nordost om Uppsala och 2 kilometer söder om Östhammar.

## Kyrkobyggnaden
Börstils kyrka ser utifrån ut som en nyklassicistisk långhuskyrka med ett högt och bastant torn men är i själva verket medeltida. Den är byggd av gråsten och grundlades troligen under 1300-talets förra del. Under senare delen av 1400-talet uppfördes valven och då dekorerades kyrkan också med kalkmålningar. År 1719, under det Stora nordiska kriget, brändes kyrkan av ryssarna men återställdes. År 1749 härjade ryssarna åter på orten. År 1783 invigdes ett orgelverk av Olof Schwan, orgelbyggare i Stockholm. Under 1850-talet gjordes en större ombyggnad under ledning av länsbyggmästare P. J. Pettersson efter egna ritningar, men vilka bearbetats av Johan Fredrik Åbom, som bland annat låtit höja tornet till sin nuvarande nivå. Samtidigt sänktes det höga och spetsiga taket till nuvarande nivå. Gamla sakristian revs och ersattes en ny. En stor renovering genomfördes år 1926 under ledning av arkitekt Sven Brandel. Medeltida målningar togs fram i östra valvet och korbågen. Golvet belades med kalkstensplattor. År 1984 vidtogs en mycket grundlig yttre renovering och 1986 en omfattande inre restaurering. Vid detta tillfälle inreddes också ett museum i tornkammaren.
I sin nuvarande form består kyrkan av ett långhus med kor i öster och kyrktorn med ingång i väster. Norr om koret finns en vidbyggd sakristia. Ytterväggarna är spritputsade och gulfärgade med vita omfattningar. Långhuset har ett sadeltak som är täckt med falsad kopparplåt som är valmat över koret. Fönstren är rundbågiga och fick sin nuvarande storlek vid ombyggnaden på 1850-talet.

## Inventarier
Bland inventarierna märks:
- Altaruppsats skapad 1737 av Olof Gerdman (1691-1765).
- Predikstol från 1725.
- Dopfat från 1723.
- Brudkrona från 1640.
- Olof Schwans barockorgel från 1783.

## Orglar

### Läktarorgeln
- 1783: Orgelbyggare Olof Schwan (1744-1812), Stockholm, byggde ett enmanualigt orgelverk med bihangspedal på läktaren. Fasad efter ritning av konduktören och tecknaren Jacob Wulff (1750-1800). Turellernas pipor var ljudande, övriga fasadpipor stumma. Enligt en notering i orgelhuset invigdes orgeln den 29 september 1783. Ursprunglig disposition är okänd men enligt inventering 1829 och enligt Sundberg & Björkman 1869 var antalet stämmor tretton.
- 1831: Reparation av (Gustav ?) Andersson (enligt notering i orgelhuset).
- 1933-1934: Orgelbyggare John Vesterlund, Lövstabruk, renoverade orgeln enligt ett förslag av Bertil Wester (1902-1976): Ett svällverk med fyra stämmor och pedal byggdes till på pneumatiska väderlådor. Även den gamla lådan pneumatiserades och tonomfånget i manualen ökades till trestruket f (f³) genom komplettering med en liten extra väderlåda. Alla tungstämmor togs bort. Registraturen gjordes också pneumatisk och spelbordet placerades fristående från orgelhuset.

#### Disposition
| Manual C-f³                               | Öververk C-f³        | Pedal C-g°              | Koppel   |
| Borduna 16’                               | Gemshorn 8’ (1933)   | Subbas 16’ (1933)       | I/P      |
| Principal 8’                              | Salicional 8’ (1933) |                         | II/P     |
| Gedackt 8’                                | Rörflöjt 4’ (1933)   |                         | II/I     |
| Oktava 4’                                 | Waldflöjt 2’ (1933)  |                         | 4’I/I    |
| Rörflöjt 4’                               |                      |                         | 16'II/II |
| Kvinta 2 2/3’                             | Crescendosvällare    | Automatisk pedalväxling |          |
| Octava 2’                                 |                      |                         |          |
| Ters 1 3/5’                               |                      |                         |          |
| Mixtur IV chor. 1 1/3’ + 1’ + 4/5’ + 2/3’ |                      |                         |          |

- 1945: Reparation utförd av Oskar Sundström i Lövstabruk.
- 1948: Renovering av utförd orgelbyggare Bo Wedrup. Troligen är det vid detta tillfälle (eller möjligen 1945) som tonhöjden sänktes ett halvt tonsteg genom uppflyttning av piporna ett steg och vissa öppna pipor kapades.
- 1978-1979: Restaurering utfördes av firma A. Magnusson Orgelbyggeri AB varvid 1934 års tillbyggnader avlägsnades och den mekaniska trakturen och registraturen återskapades med hjälp av bevarade originaldelar. Den ursprungliga stämningen i korton återställdes genom att flyttade pipor sattes tillbaka på sin plats och kapade pipor förlängdes. Tungstämmorna återinsattes och saknade pipor rekonstrueras. På förslag av intonatören Herwin Troje tempererades orgeln enligt H. T. Scheffers system (1748).

#### Nuvarande och sannolikt ursprunglig disposition
| Manual C-c³                               | Pedal C-g° |
| Borduna 16’                               | bihängd    |
| Principal 8’ (fasad)                      |            |
| Gedact 8’                                 |            |
| Octava 4’                                 |            |
| Rörfleut 4’                               |            |
| Quinta 3’ (eg. 2 2/3’)                    |            |
| Octava 2’                                 |            |
| Decima af 4’, 1 3/5’                      |            |
| Mixtur IV chor. 1 1/3’ + 1’ + 4/5’ + 2/3’ |            |
| Trompet 16’, (1773/1979)                  |            |
| Trompet 8’ B/D, (1979)                    |            |
| Trompet 4' B                              |            |

### Kororglar
- 1966: Jehmlich Orgelbau Dresden levererade en 5-stämmig kororgel.
- Vid okänd tidpunkt flyttades Jehmlichs orgel till Dannemora kyrka.
- 1978-1979: A. Magnusson Orgelbyggeri byggde en tvåmanualig kororgel med självständig pedal och mekaniska slejflådor.

#### Disposition
| Huvudverk C-g³   | Svällverk C-g³    | Pedal C-f¹            | Koppel |
| Rörflöjt 8’      | Spetsgamba 8’     | Subbas 16’            | I/P    |
| Fugara 8’        | Gedackt 8’        | Principal 8’          | II/P   |
| Principal 4’     | Koppelflöjt 4’    | Borduna 8’            | II/I   |
| Täckflöjt 4’     | Principal 2’      | Pommer 4’             | 4’I/P  |
| Kvint 2 2/3’     | Nasat 1 1/3’      | Rauschkvint III chor. | 4’II/P |
| Waldflöjt 2’     | Cymbel II chor.   | Fagott 16’            |        |
| Ters 1 3/5’      | Krumhorn 8’       |                       |        |
| Mixtur III chor. | Tremulant         |                       |        |
| Tremulant        | Crescendosvällare |                       |        |

### Diskografi
Musik inspelad på kyrkans orglar.
- Maestro! : Gotthard Arnér spelar på äldre orglar i Sverige och Finland. CD. Proprius PRCD 9090. 1993. Tidigare utgivet 1973-1981.
- 7 organs : seven historical organs in Sweden played by Naoko Imai. CD. Musica rediviva MRCD 011. 2004.

## Bildgalleri

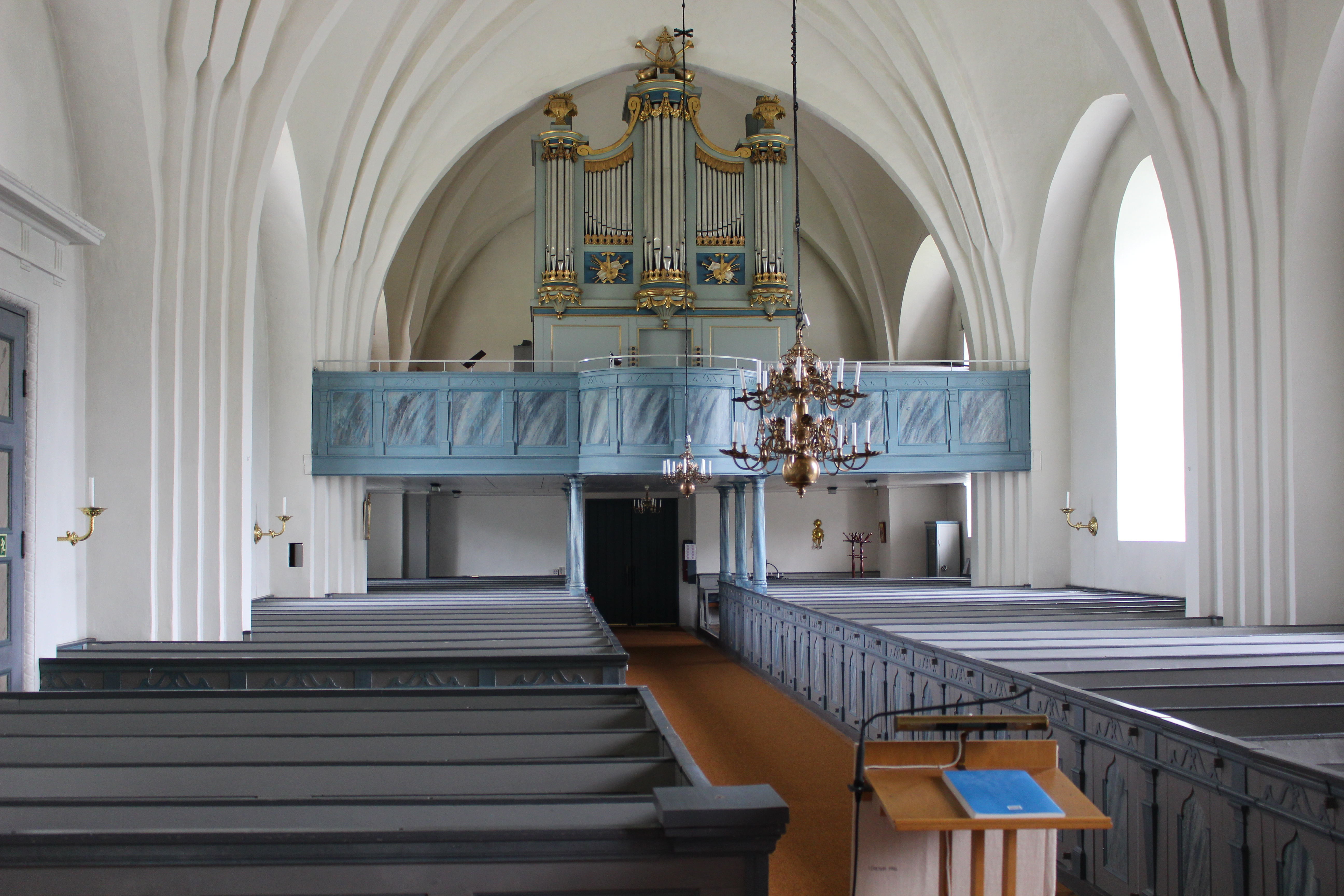
Kyrkorum mot väster
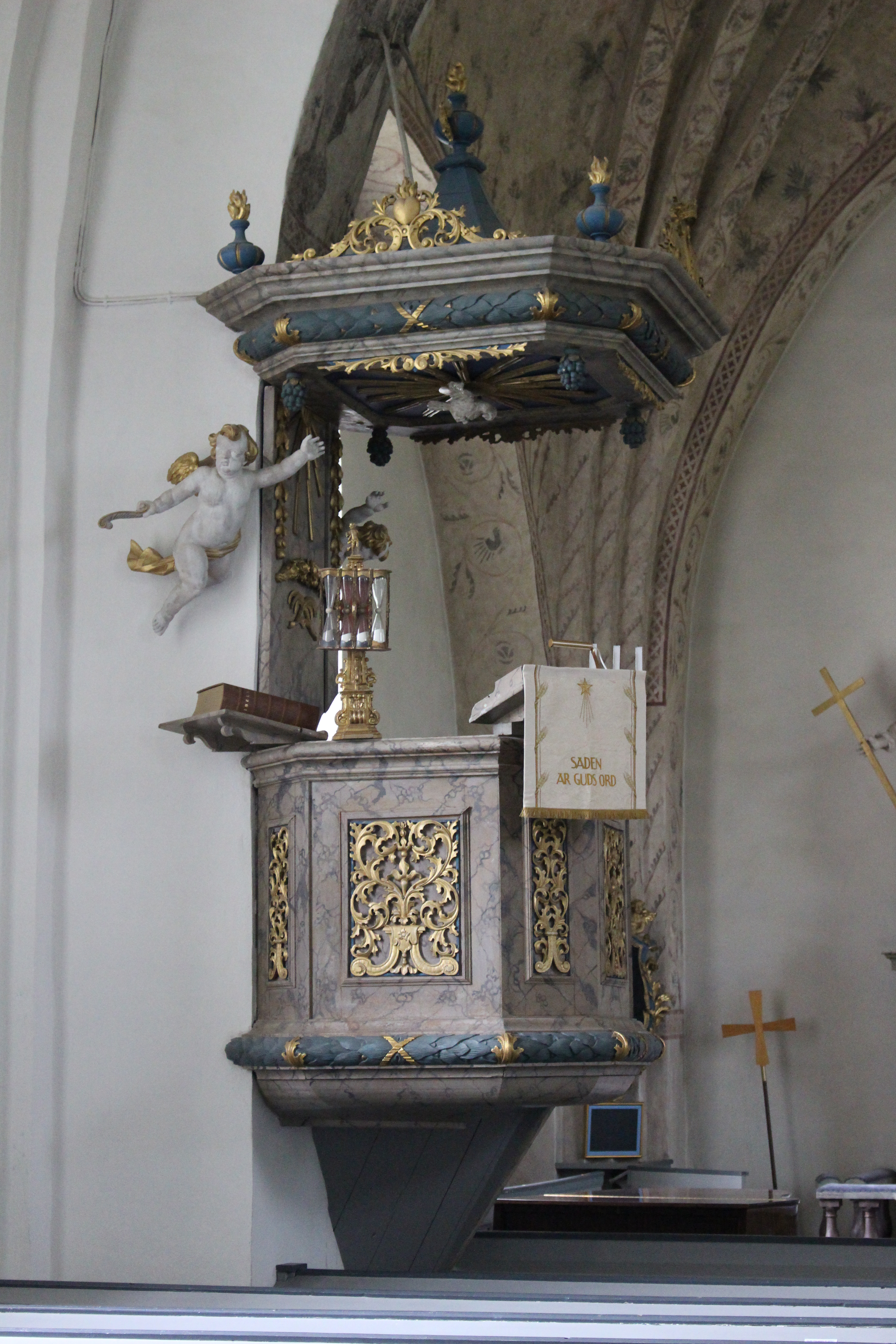
Predikstol
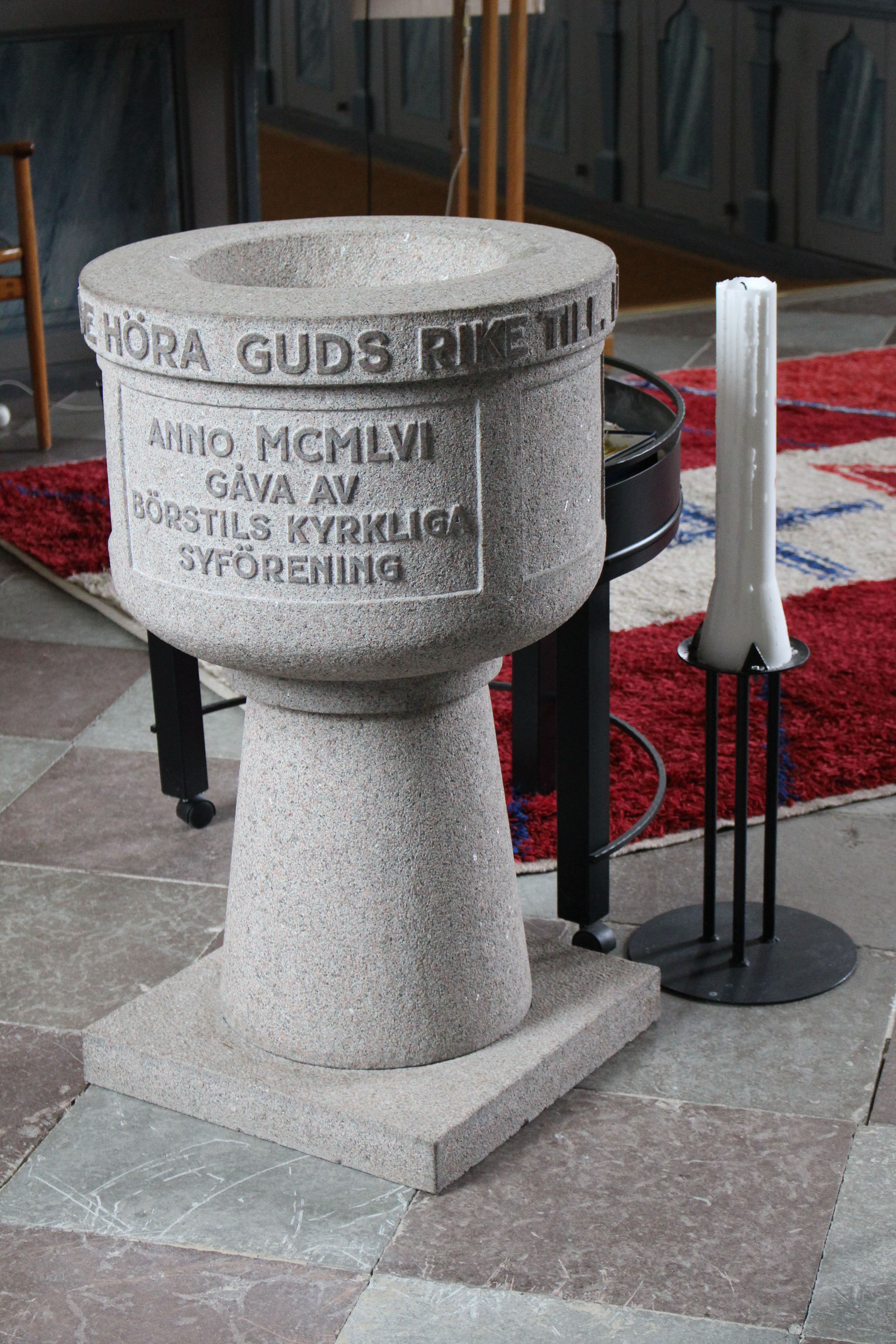
Dopfunt
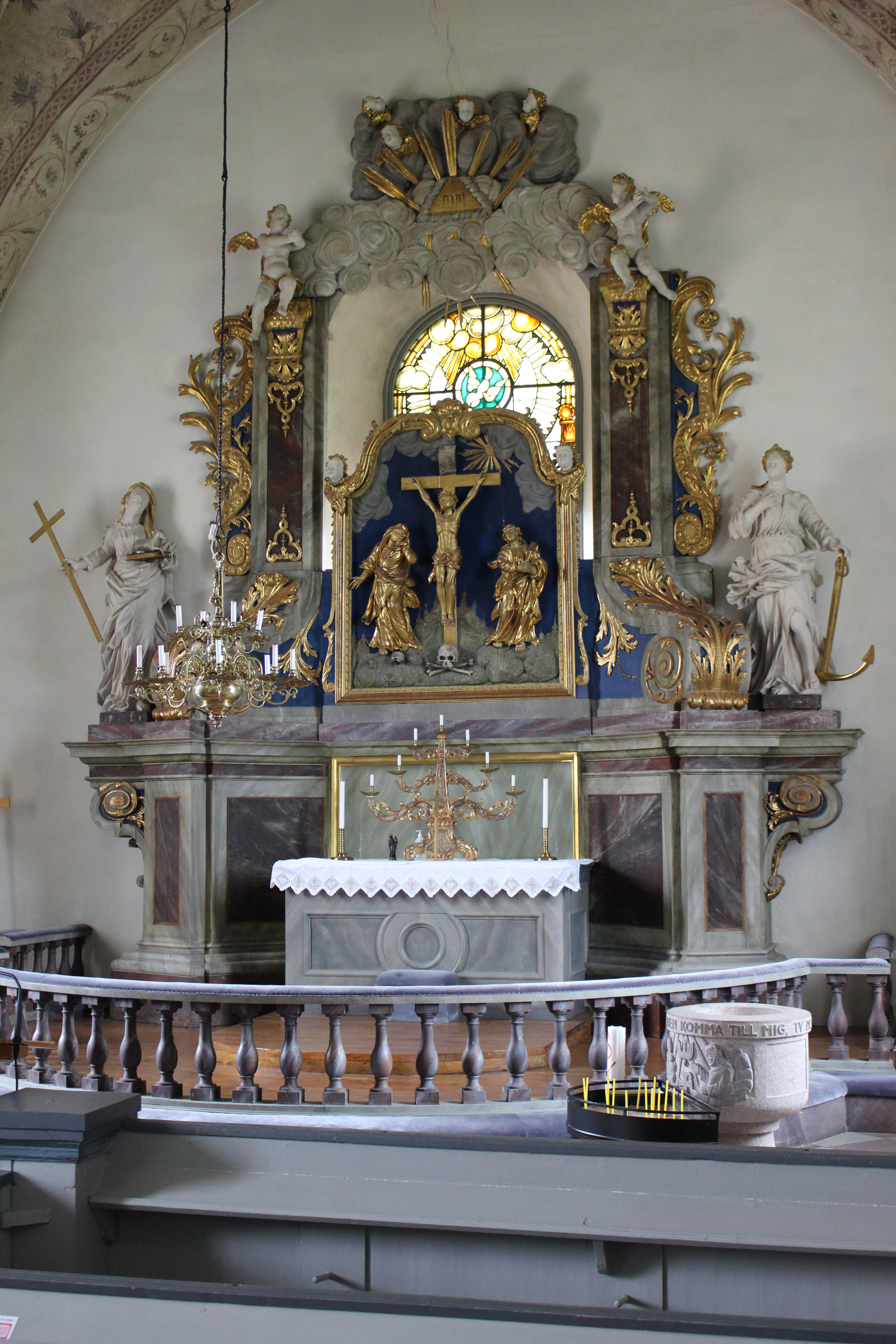
Altare
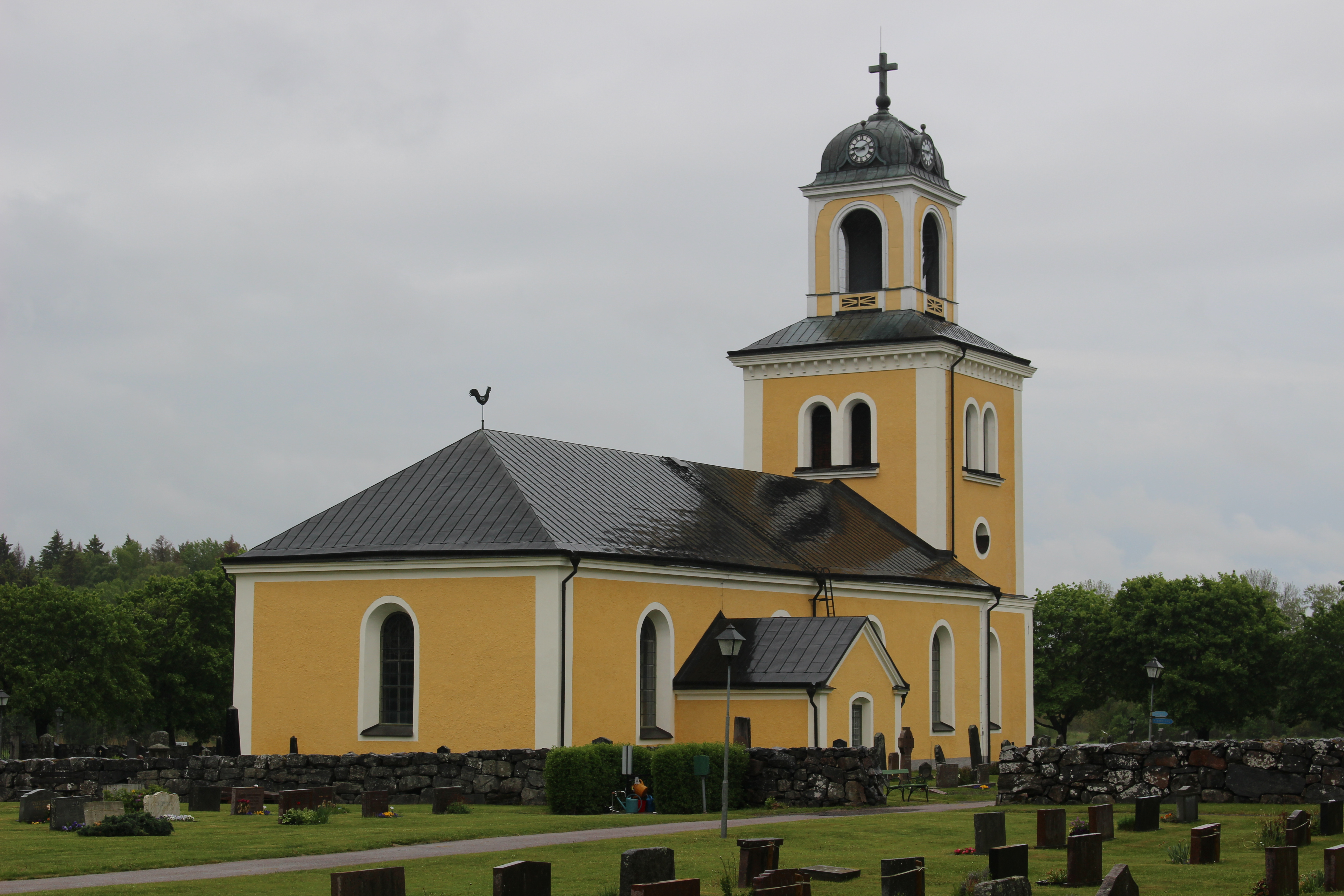
Kyrkan från nordost
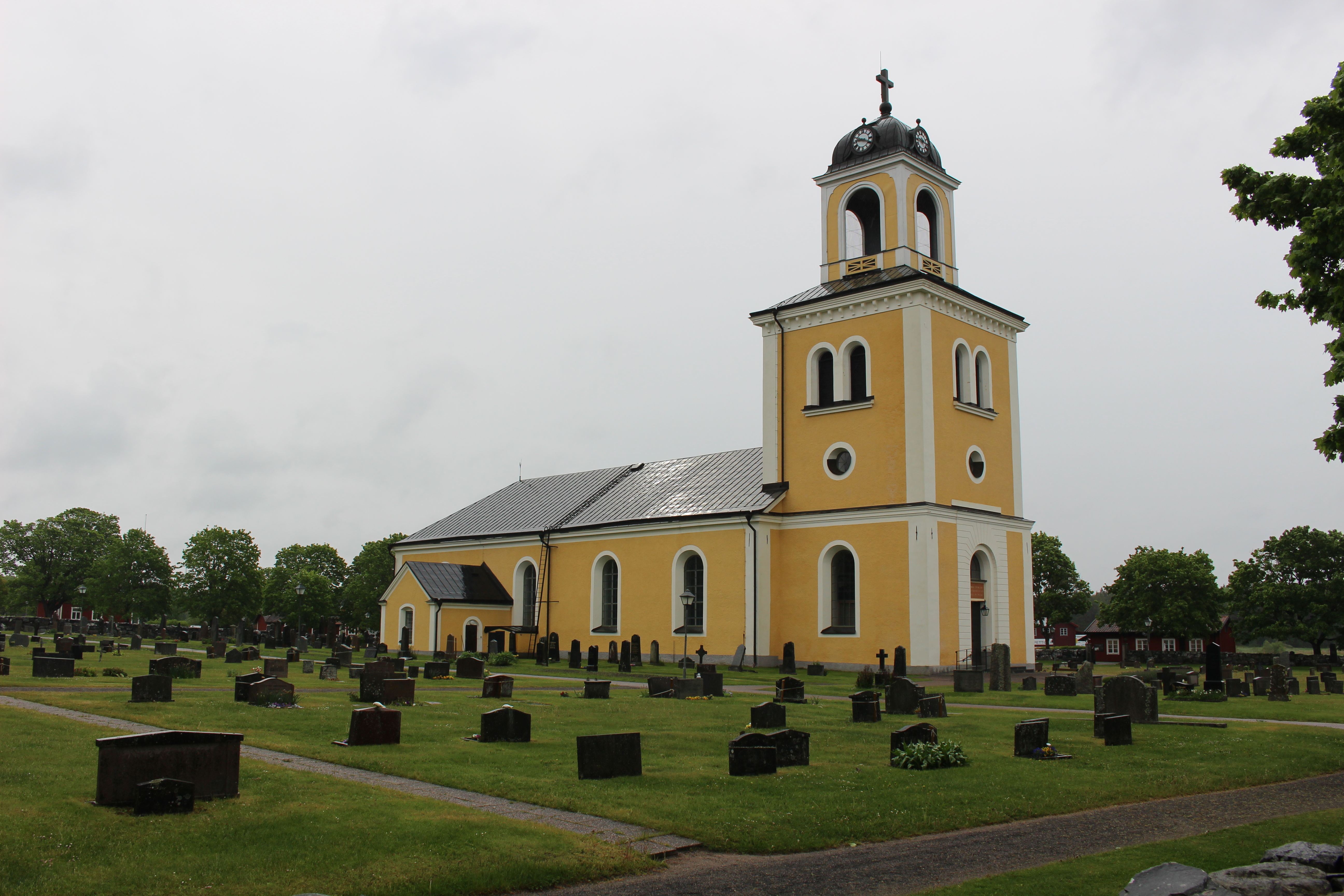
Kyrkan från nordväst

### Webbkällor
- anläggningspresentation
- Börstils kyrka (Beskrifning öfver Stockholms län 1850)
- Börstils kyrka (Uppsala turism)